# Gut Lauer
Das Gut Lauer war ein Rittergut im Süden Leipzigs, das im Zuge des Braunkohlebergbaus verlorenging.

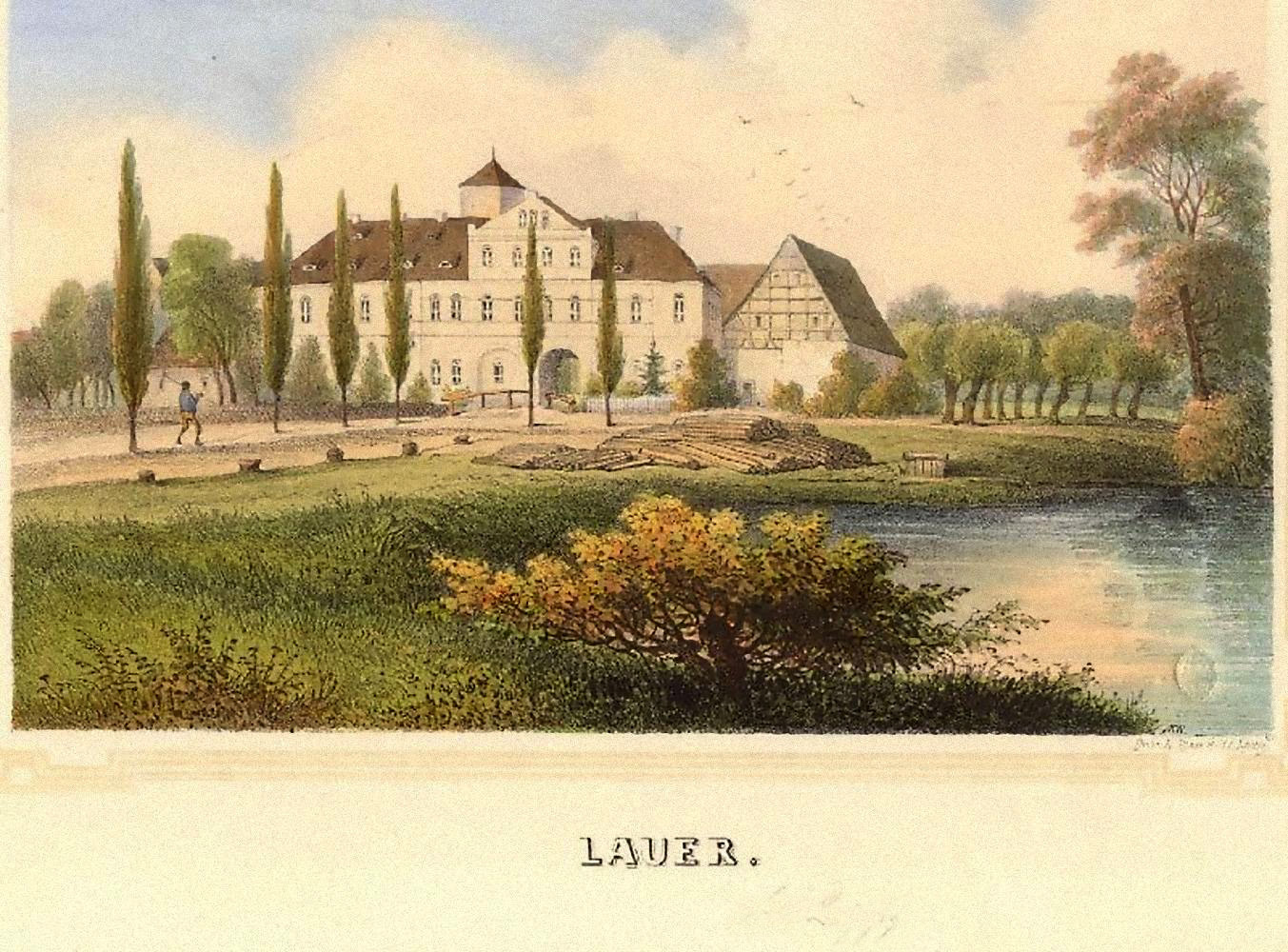
Das Gut Lauer um 1840

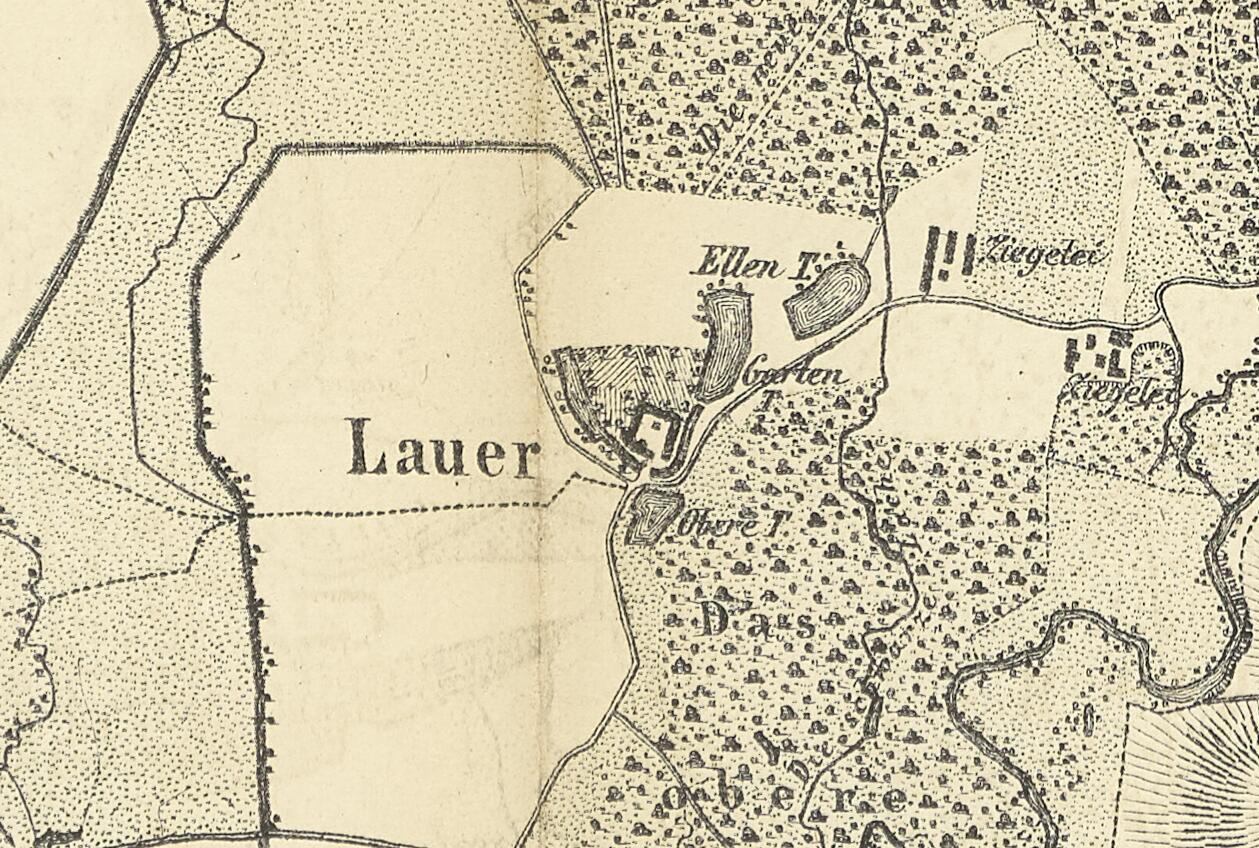
Das Gut Lauer auf einer Karte von 1863

## Lage
Das Gut Lauer befand sich sieben Kilometer südsüdwestlich des Stadtzentrums von Leipzig in der Elsteraue an der Verbindungsstraße von Gautzsch nach Knauthain. Es war von Wassergräben umgeben, die Verbindung zur Schwarzen Lache (heute Paußnitz) hatten. Im Volksmund wurde die Gegend um das Gut auch „die Lauer“ genannt.

## Geschichte

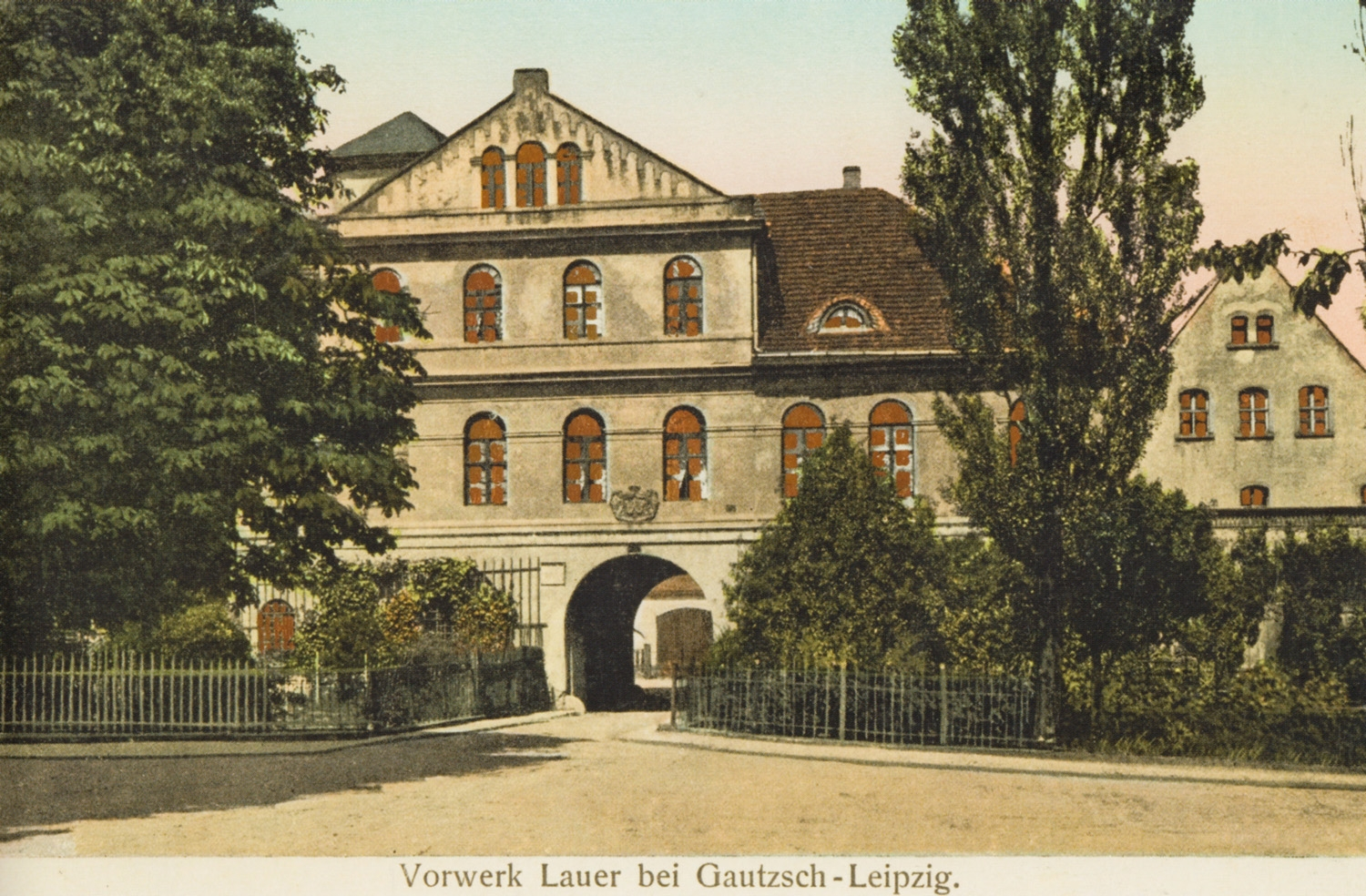
Das Gut Lauer 1909

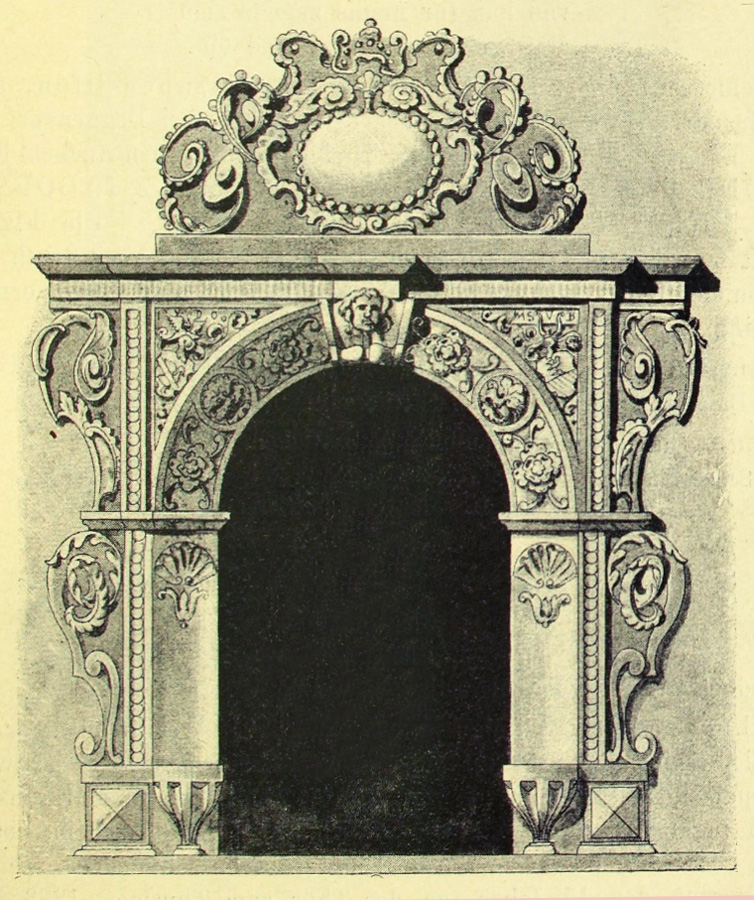
Treppentor am Gut Lauer von 1648 (nach Gurlitt, 1896)

1378 wird erstmals ein „Lugrede“ erwähnt, das dem „Gericht vor der Harth“ unterstand. 1513 ist dann von einem Vorwerk die Rede, das offenbar zum benachbarten Gute Knauthain und damit der Familie Pflugk gehörte. Sein Name wandelte sich von Luwerde (1440) über Lawerde (1488), Lauerde (1508) und Lawerde (1564) zu Lauer (1696). Über die Familie Schönberg kam es 1629 an jene von Dieskau, von denen es durch Heirat im Jahre 1683 an die Herren von Ponickau überging. Im Jahre 1696 wird es nicht mehr als Vorwerk, sondern als Rittergut bezeichnet. 1729 verkaufte Adolf von Ponickau das Gut an den kursächsischen Kabinettsminister Graf Ernst Christoph von Manteuffel. 1749 gehörte es Adam Friedrich von Glafey, bevor es im 19. Jahrhundert an die Familie von Hohenthal kam.
Nachdem 1564 noch von einem wüstgefallenen Dorf die Rede ist, hat das Gut danach immer nur als Einzelgut mit einer angrenzenden Ziegelei existiert. Bewohnt war das Anwesen von einem Verwalter oder einem Pächter und dem zugehörigen Personal, dem herrschaftlichen Revierförster und dem Ziegeleibetreiber mit ihren Familien. Das Gut Lauer gehörte bis 1856 zum kursächsischen bzw. königlich-sächsischen Kreisamt Leipzig, danach zum Gerichtsamt Leipzig II. 1875 kam es zur Amtshauptmannschaft Leipzig. Im gleichen Jahr wurde das Gut Ortsteil von Gautzsch und 1920 nach Knauthain eingemeindet, mit dem es 1936 zu Leipzig kam. Eingepfarrt war es jedoch immer nach Markkleeberg-Gautzsch. 1949 wurden die ehemaligen Stadtgüter Knauthain und Lauer zum Volkseigenen Gut Knauthain zusammengeschlossen.
Bevor der Tagebau Cospuden, eine Abzweigung des Tagebaus Zwenkau, das Gut Lauer erreichte, wurde es 1987 abgerissen (Bilder in Weblinks), wobei einige geschichtlich wertvolle Architekturdetails geborgen werden konnten. 43 Bewohner wurden umgesiedelt. Nach der Stilllegung des Tagebaus 1990 entstand an seiner Stelle bis 2000 der Cospudener See, der nun die Gegend bedeckt, wo einst das Gut Lauer stand.

## Weiteres

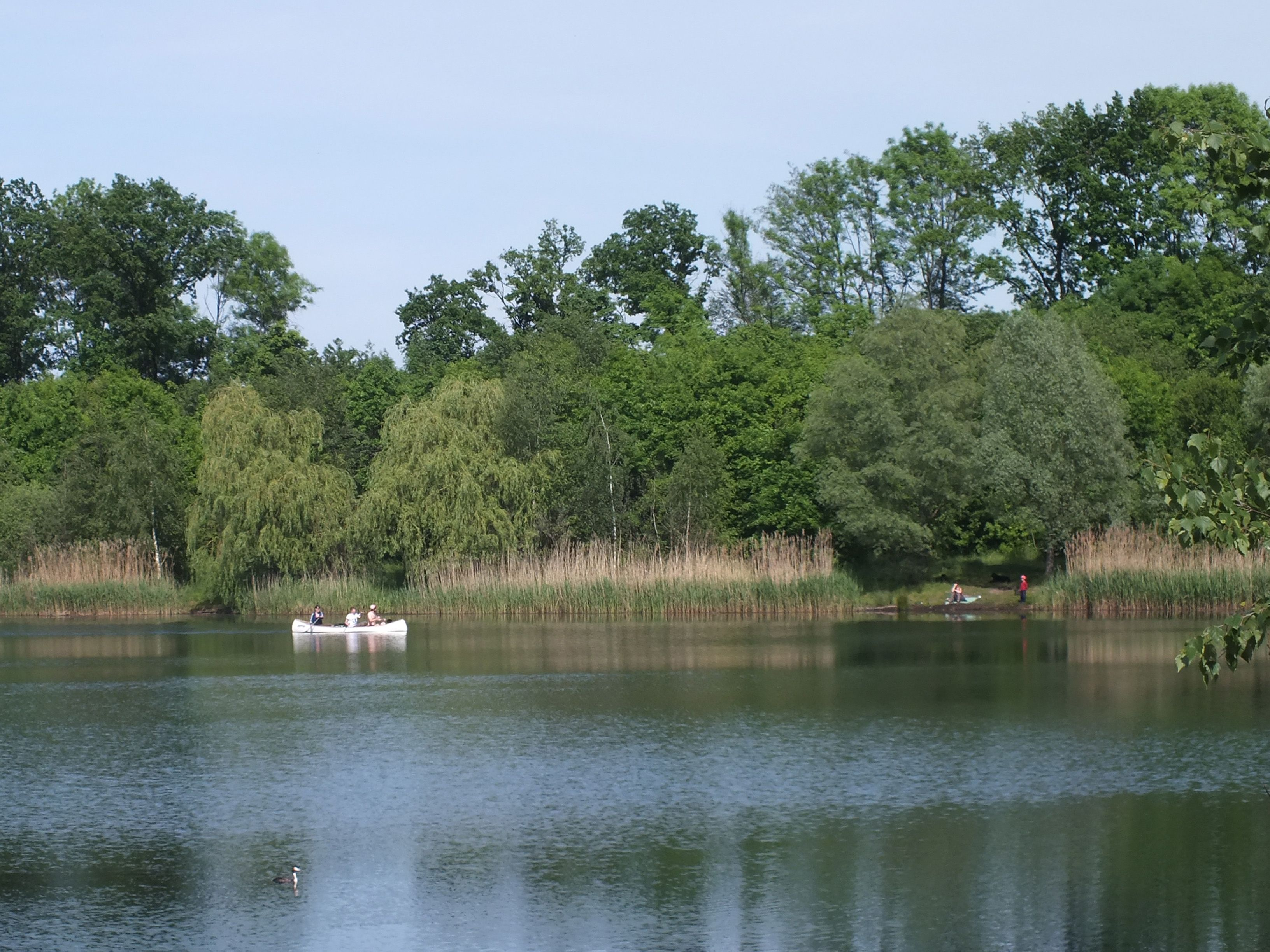
Waldsee Lauer

Die Heimspielstätte der TSG Chemie Markkleeberg war bis 1989 der Sportplatz an der Lauer.
In den 1970er Jahren wurde im Waldgebiet nordöstlich des Gutes Lauer zur Materialgewinnung für die Verlegung der Fernstraße F2/F95 eine Kiesgrube angelegt, aus der anschließend ein künstlicher Badesee entstand, dessen Name „Waldbad Lauer“ an das ehemalige Gut erinnerte. Inzwischen ist der Badebetrieb zum benachbarten Cospudener See gewechselt und der See heißt nunmehr „Waldsee Lauer“ oder „Wolfsee“.
Ebenfalls an den Namen Lauer erinnert das Leipziger Naturschutzgebiet Lehmlache Lauer, das sich südlich der Brückenstraße an den Kelchsteinwiesen befindet.